# 邬靖靖
邬靖靖（1991年6月6日—），祖籍奉化，生于浙江诸暨（户籍为杭州市），中国女演员，为知名女演员邬倩倩的侄女。2012年因出演电视剧《西施秘史》中西施一角而知名。目前为北京京都世纪文化发展有限公司签约艺人。多次劇中與張倬聞合作。

## 演艺经历
邬靖靖2岁时父母离异，自幼随尤小刚、邬倩倩夫妇生活，先后就读于诸暨市浣纱初级中学（原城关中学）、诸暨中学，高考时报考了中戏、北电等知名艺术学校，但姑父尤小刚认为中国传媒大学南广学院环境偏僻，更能安心的学习，远离喧嚣，于是邬靖靖选择了南广艺术传播系就读表演专业。大二时她便参演了中国传媒大学南广学院与北京中影联拍的数字电影《毕业那天我们一起说相声》，饰演女二号徐静，之后又出演了《杨贵妃秘史》、《大唐女巡按》。2010年10月参加《西施秘史》剧组的“选西施 拍秘史”活动，通过海选进入全国12强，并最终出演西施一角，但因导演尤小刚是其姑父，亦有网友质疑“西施走后门”。
凭借在《西施秘史》中的出色表现，邬靖靖于2012年获得了亚洲偶像盛典新面孔奖和海峡两岸电视艺术节两岸交流优秀演员奖，亦为她提升了知名度。
2019年，在新版金庸電視劇《倚天屠龍記》中飾演紀曉芙，獲得一致好評。

## 影视作品

### 电视剧
| 首播年份 | 剧名               | 角色     | 备注   |
| 2010年   | 杨贵妃秘史         | 春儿     |        |
| 2011年   | 大唐女巡按         | 彩蝶     |        |
| 2012年   | 西施秘史           | 西施     |        |
| 2012年   | 南国有佳人         | 宝琳     |        |
| 2013年   | 武林猛虎           | 董西     |        |
| 2013年   | 血誓               | 邱九妹   |        |
| 2014年   | 封神英雄榜         | 双儿     |        |
| 2014年   | 神鵰俠侶           | 公孫綠萼 |        |
| 2014年   | 欢喜县令           | 华盈盈   |        |
| 2015年   | 青春拼图           | 梅紫苏   |        |
| 2015年   | 真命天子           | 马秀英   |        |
| 2015年   | 情满雪阳花         | 夏梦洁   |        |
| 2015年   | 乾隆秘史           | 绮玉     |        |
| 2015年   | 芙蓉锦             | 沈靜姝   |        |
| 2016年   | 乾隆秘史           | 绮玉     |        |
| 2016年   | 真命天子           | 马鸾英   |        |
| 2016年   | 东方战场           | 孔德沚   |        |
| 2016年   | 皇子归来之欢喜知府 | 华盈盈   |        |
| 2017年   | 降龙伏虎小济公     | 杨素素   |        |
| 2017年   | 降龙伏虎小济公2    | 杨素素   |        |
| 2018年   | 我们的千阙歌       | 周可可   |        |
| 2019年   | 倚天屠龍記         | 纪晓芙   |        |
| 2020年   | 长安诺             | 贺兰芸琪 |        |
| 2021年   | 卿卿我心           | 靈女     | 网络剧 |
| 2022年   | 沉香如屑           | 阿宸     |        |
| 待播     | 青春拼图           | 梅紫苏   |        |
| 待播     | 向天               | 苏晴     |        |
| 待播     | 瑶象传奇           |          |        |

### 电影
| 上映年份 | 电影名                   | 角色   |
| 2009年   | 毕业那天，我们一起说相声 | 徐静   |
| 2010年   | 山里的中巴               | 小雯   |
| 2018年   | 纯情少爷爱上我(網絡電影) | 水灵儿 |
| 2018年   | 药不能停(網絡電影)       | 可可   |
| 2018年   | 西关大屋(網絡電影)       | 叶依西 |
| 2019年   | 马永贞决战上海滩         | 唐小蝶 |

### 其它
- 2008年 网络互动剧 《大悬案》之《谁绑架了谁》 饰 张静

## 广告
- 2011年 松下电器洗衣机
- 2013年 韩漾面膜

## 奖项
- 2012年 亚洲偶像盛典 媒体推荐偶像新面孔奖（《西施秘史》）
- 2012年 海峡两岸电视艺术节 优秀演员奖（《西施秘史》）